# Brillouin-Funktion

Brillouin-Funktion
für verschiedene Werte von J

Die Brillouin-Funktion {\displaystyle B(x)} (nach dem französisch-amerikanischen Physiker Léon Brillouin (1889–1969)) ist eine spezielle Funktion, die aus der quantenmechanischen Beschreibung eines Paramagneten hervorgeht:
{\displaystyle {\begin{alignedat}{2}B_{J}(x)&={\frac {2J+1}{2J}}\cdot \coth \left({\frac {2J+1}{2J}}\,x\right)&&-{\frac {1}{2J}}\cdot \coth \left({\frac {1}{2J}}\,x\right)\\&=\left(1+{\frac {1}{2J}}\right)\cdot \coth \left[\left(1+{\frac {1}{2J}}\right)x\right]&&-{\frac {1}{2J}}\cdot \coth \left({\frac {1}{2J}}\,x\right)\end{alignedat}}}
Die Formelzeichen stehen für folgende Größen:
- {\displaystyle J} in der physikalischen Anwendung für die Gesamtdrehimpulsquantenzahl
- {\displaystyle \coth } für den Kotangens hyperbolicus.

## Verwendung
Mit der Brillouin-Funktion kann die Magnetisierung {\displaystyle M} eines Paramagneten der Stoffmenge {\displaystyle N} in einem äußeren Magnetfeld formuliert werden:
{\displaystyle {\begin{aligned}M&=NmB_{J}(\xi )\\\Leftrightarrow B_{J}(\xi )&={\frac {M}{Nm}}.\end{aligned}}}
mit
- dem magnetischen Moment {\displaystyle m} eines Teilchens
- dem Parameter {\displaystyle \xi ={\frac {mB}{k_{\mathrm {B} }\,T}}={\frac {g\mu _{\mathrm {B} }\,JB}{k_{\mathrm {B} }\,T}}}
  - dem Betrag {\displaystyle B} der magnetischen Flussdichte des angelegten äußeren Magnetfeldes
  - der Boltzmann-Konstante {\displaystyle k_{\mathrm {B} }}
  - der absoluten Temperatur {\displaystyle T}
  - dem Landé-Faktor {\displaystyle g}
  - dem Bohrschen Magneton {\displaystyle \mu _{\mathrm {B} }}.

Eine weitere, halb-klassische Beschreibung eines Paramagneten geschieht mit Hilfe der Langevin-Funktion {\displaystyle L}, die sich im Limes {\displaystyle J\to \infty } und zugleich {\displaystyle g\mu _{\mathrm {B} }\to 0} aus der Brillouin-Funktion ergibt (wobei das magnetische Gesamtmoment konstant bleibt):
{\displaystyle {\begin{aligned}M&=NmL(\xi )\\\Leftrightarrow L(\xi )&={\frac {M}{Nm}}.\end{aligned}}}